# Kodori
Kodori (abchazsky Кәыдры [Kwydry], gruzínsky კოდორი [Kodori]) je řeka v západní Gruzii, v Abcházii. Od soutoku zdrojnic je dlouhá 84 km a včetně delší zdrojnice Sakeni je se 105 km po řece Bzyb druhou nejdelší, avšak nejvodnější řekou v Abcházii. Povodí má rozlohu 2 030 km².

## Průběh toku
Vzniká soutokem zdrojnic Sakeni a Gvandra, které pramení na jihozápadních svazích hlavního hřebene Velkého Kavkazu. V horním toku protéká Kodorskou soutěskou (též zvaná Kodorské údolí) a 25 km od ústí vtéká do nížiny. Ústí do Černého moře, přičemž vytváří deltu.

## Vodní stav
Zdroj vody je smíšený s převahou dešťového. Průměrný roční průtok vody ve vzdálenosti 25 km od ústí činí 123 m³/s.

## Využití
Řeka je splavná.